# Teyran
Teyran település Franciaországban, Hérault megyében. Lakosainak száma 4729 fő (2022. január 1.). Teyran Guzargues, Jacou, Assas, Clapiers, Le Crès, Vendargues és Castries községekkel határos.

## Népesség
A település népessége az elmúlt években az alábbi módon változott:
| Lakosok száma | 555  | 2016 | 3469 | 4290 | 4606 | 4607 | 4586 | 4595 | 4640 | 4729 |
|               | 1968 | 1982 | 1990 | 2006 | 2013 | 2015 | 2017 | 2019 | 2020 | 2022 |